# Friza
Friza je imperator sedmog univerzuma, koji kontroliše sopstvenu armiju. On je potomak Čileda, drugi sin Kralja Kolda, mlađi brat Kulera i otac Kurizu. Imao je nekoliko povrataka u seriju, najskoriji povratak bio je kada je bio pozvan kao deseti član u tim na Turnir moći.

Iako se ne pojavljuje do druge polovine mange, Friza se smatra jednim od najpopulranijih zlikovaca u celoj fransizi Zmajeve Kugle, zato sto je podstakao mnoge događaje u seriji (kao što je Gokuov dolazak na Zemlju, dolazak Sajonaca na Zemlju i odlazak glavnih junaka na planetu Namek). Takođe je direktno odgovoran za ubistvo Gokuovog oca Bardoka, genocidom nad Sajonskom rasom, smrt Vegete i ubistvo Gokuovog najboljeg prijatelja Krilina. Postavljajući sebe na poziciju Gokuovog zakletog neprijatelja i glavnog antagoniste u seriji. Njegova borba sa Gokuom je opisana kao jedna od najvećih borbi svih vremena od kad postoje mange i animirane serije.

## Pojavljivanje

### Zmajeva kugla Z
Pre početka serije, Friza uništava planetu Vegeta, po naređenju Birusa, zato sto su se obojica plašili potencijalne moći Sajonaca koja je rasla svakog dana, takođe su se plašili proročanstva o legendarnom Super Sajoncu koji bi mogao doći sa te planete. Friza je poštedeo samo Vegetu, Radisa i Napu nudeći im živote u zamenu za njihovu lojalnost njemu. U poslednjem pokušaju Radisovog oca da spase planetu, Friza nije primetio da je njegov drugi sin tajno poslat na zemlju, kasnije znan kao Goku.
Friza se zvanično pojavljuje posle poraza Vegete od Gokua, kada je on otišao na Namek u potragu za zmajevim kuglama da zaželi besmrtnost. Friza i njegovi ljudi masakrirali su sela po planeti Namek sve dok Gohan, Krilin i Vegeta nisu počeli da mu smetaju u tome na njihov način. Friza tu uspeva prvi da prikupi sve zmajeve kugle, tako sto je njegova specijalna jedinica Snage Ginju ometala ostale ratnike dok je on pronalazio kugle. Njegova nemoć da priča namekijanski jezik vodi ga dalje u potragu za Velikim vođom Nameka. Friza završava boreći se sa namekijanskim ratnikom Neilom, koga je lako pobedio, ali onda je tek saznao da je njegova tuča sa Neilom bila samo kupovina vremena Dendeu da kaže prave reči za aktivaciju zmajevih kugli ratnicima sa Zemlje. Frizina cela armija biva pobeđena od strane Vegete, a Snage Ginju od strane Gokua. Tu Friza presreće Vegetu i započinje borbu sa njim.
U borbi sa Vegetom i Vegeta i Friza pokazuju velike nivoe svoje moći i velike preobražaje. Friza se tu transformise u svoju drugu formu i pokazuje svoju pravu i zapanjujuću snagu. Posle transformacije priznaje Vegeti da je on bio taj koji je uništio njegovu planetu. Nakon pobede nad Vegetom Friza je nastavio borbu sa Pikolom, koji se u jednom trenutku spojio sa Neilom. Iako je delovalo da je Pikolo jednak sa Frizom, bas u tom trenutku Friza se transformiše u svoju treću formu i dominira protiv moćnog Namekijanca.
Posle kratke bitke sa Gohanom, Friza odlučuje da se transformiše u svoju četvrtu formu, znanu i kao njegovu finalnu formu. Ubija Dendea da bi ga sprečio da pomaže ostalima. U tom trenutku Goku pristiže koji se tek oporavio od bitke sa Snagama Ginju. Friza se bori sa Gokuom i brutalno ga pobeđuje, ipak Goku je uspeo nekako da ozbiljnije našteti Frizi sa njegovom bombom života. Friza posle toga teško ranjava Pikola i ubija Krilina, sto je prelilo svaku kap u Gokuovoj glavi i izbacilo ga totalno iz takta. Goku u tim trenucima prvi put se transformiše u kasnije veoma popularnu formu zvanu Super Sajonac.
Friza počinje da razume da je nadjačan i počinje da oštećuje jezgro planete Namek u očaju da uništi celu planetu sa sobom. On tad počinje da koristi 100% svoje moci (do tad je koristio 50%) i tu vraća prednost na svoju stranu, međutim on ne može da izdrži toliko dugo vremena u toj formi i u jednom trenutku biva presečen na pola. Goku je nastavio svoju borbu sa tako ranjivim Frizom, ali je poslao sve svoje prijatelje da pobegnu na Zemlju jedinim brodom koji je bio tu. Bitka se završava tako što Goku ubija Frizu kada on pokušava na kvarno da ga napadne, ali u stvarnosti Friza je uspeo nekako da preživi napad i eksploziju planete, lebdeći kroz svemir sve dok nije bio pronađen od strane svoga oca i ponovo sastavljen uz pomoć proteza i mašina. Godinu dana kasnije, Friza i njegov otac Kralj Kold putuju na Zemlju u potrazi za osvetom nad Gokuom i njegovim prijateljima, ali biva biva sprečen od strane Tranksa, Vegetinog i Bulminog sina koji je došao iz budućnosti. Nakon kratke borbe, Friza je bio iseckan u deliće od strane Tranksa i uništen sve sa svojim ocem.

### Zmajeva Kugla Z: Vaskrsnuce F
Nakon Frizine smrti, njegov duh je bio zadržan i zarobljen u paklu na Zemlji, gde je bio mučen od strane ostalih bića i stalno se podsećao njegovog poraza od strane Gokua i Tranksa. Četrnaest godina nakon njegove smrti, dva njegova preživela ratnika Sorbet i Tagoma sakupili su sve zmajeve kulge uz pomoć Pilafa i oživeli Frizino telo. Nakon toga su ga doneli na brod i uz pomoć njihove napredne tehnologije vratili su ga u potpunosti u život. Vođen osvetom, Friza je čuo da je u međuvremenu Goku uspeo da porazi i Madžin Bua, Friza zastaje i odlučuje da ide na četvoromesečni intezivni trening da bi ojačao što više pre nego sto se opet sretne sa Gokuom. Posle treninga dobija novu formu i kako on kaze ta forma se zove Zlatni Friza, priprema armiju i napada zemlju. Na zemlji ZA-borci se bore sa Frizom i njegovom armijom u nadi da kupe dovoljno vremena dok Goku i Vegeta ne dođu. Kada su došli, oni prikazuju svoje nove forme koje se mere sa snagom bogova. Tu započinju borbu sa Frizom, iako je Frizina zlatna forma bila jača od Gokuove božanske moći, Friza ne uspeva da održi tempo u toj formi i biva poražen. Onda očajnicki pokušava da uništi Zemlju, ali Vis vraća vreme unazad dajući Gokuu dovoljno vremena da ubije Frizu još jednom. Friza se vraća u pakao, gde biva opet mučen od strane raznih bića.
Kasnije u prici, predstavljajuci turnir izmedju Šestog i Sedmog Univerzuma, Friza se ne pojavljuje. Kasnije na Turniru moći između svih univerzuma, Friza postaje deseti clan tima Sedmog Univerzuma. Kada je Goku došao da ga poseti u pakao, Friza mu je tad otkrio da je trenirao mentalno i da je njegova zlatna forma sad puno jača, prihvata ponudu da se bori u timu Sedmog Unverzuma, ali pod uslovom da ga nakon turnira Goku oživi uz pomoć zmajevih kugli. Goku se sastaje sa Frizom prilikom njegovog dolaska na Turnir moći, ali iz zasede bivaju napadnuti od grupe plaćenih ubica. Friza ubija većinu ubica i zarobljava Gokua, uzimajući komunikator od jenog od ubica i pokušava da se nagodi sa sa Devetim Univerzumom da se priključi njihovom timu, ali mu Birus uništava komunikator pre nego sto je uspeo da zaključi dogovor. U toku turnira, upoznaje Frosta i sklapa novi dogovor sa njim da unište Sajonce svo vreme imajuci na umu da igra dvostruku igru i uz pomoc toga izbacuje Frosta sa turnira. Kasnije videći da se Gohan muči u borbi, dolazi i pomaze mu da pobedi svog protivnika. Friza ostaje u finalnoj četvorci turnira, udružujući se sa Gokuom i finalnoj borbi i njih dvojica zajedno uspevaju da pobede Džirena i da osvoje turnir. Kasnije Birus je oziveo Frizu kao zahvalu za njegov pokazan trud na Turniru ,oći, on napusta turnir i počinje da ponovo okuplja vojnike i osniva svoje carstvo.

## Moći i forme
Kao i većina likova u seriji i Friza ima moći da se kreće nadljudskom brzinom, da leti i da ispaljuje razne moći. Takođe jedna od njegovih karakteristićnijih moći su njegove forme koje moze da menja u toku borbe.
Prva forma
Njegova prva forma je takođe i najslabija. U toj formi je dosta nizak, ima rep i dva roga na glavi. Dosta je sporiji u ovoj formi i slabije napade može da izvede.
Druga forma
U drugoj formi je mnogo veći i u visini i u mišićima. Rastu mu veci rogovi i rep mu se povećava. U ovoj formi Friza nije imao nikakav problem da porazi Vegetu, Krilina i Gohana, ali je primetio problem u borbi sa Pikolom, gde je odlučio da se preobrazi u treću formu. Ova forma takođe dosta podseca na njegovog oca Kralja Kolda.
Treca forma
Frizina treća forma je na izlgeda opet mnogo veća i brutalnija od druge, sa neobicnom glavom (poput vanzemaljca). Rogovi su mu manji, dok se preobrazava u ovu formu on takođe može da izleči sve svoje rane u sekundi.
Cetvrta forma
Drastično različita forma od svih ostalih transforacija, njegova finalna forma, prava forma, otkriva njegovu mnogo manju verziju, nisku i sa manje mišića. Rogovi mu nestaju i rep mu postaje duzi nego u trećoj formi. Sve povrede mu u trenutku nestaju, dobija mnogo veču snagu i brzinu. U ovoj formi telo mu dozvoljava da koristi 100% svoje moči. Ova forma je dala Frizi dovoljno moći i izdržljivosti da se čak i Goku mučio da ga porazi. Ostajući dugo u ovoj formi oslabilo je Frizu dosta, sto je dalo šansu Gokuu da ga porazi u svojoj prepoznatvljivoj formi Super Sajonca.
Mehanički Friza
Nakon sto je bio presečen na pola i bio uhvaćen u eksploziji cele planete, ono što je ostalo od živog dela Frize je sakupljeno i ponovo sastavljeno uz pomoć mehaničkih proteza, po naređenju njegovog oca (ta forma je kasnije nazvana mehanički Friza). Većina njegovog tela bilo je prekriveno metalom i protezama odakle je i dobilo ime. Friza nikad nije uspeo da pokaze svoju pravu moc u ovoj formi, a to što je bio brzo uništen od strane Tranksa.
Zlatni Friza
Friza je uspeo da dobije jos jednu transformacije na početku emitovanja serijala Zmajeva Kugla Super. Sudeći po Frizi, njegova najnovija trasformacija je postignuta uz veoma naporan trening koji je trajao četiri meseca koji mu je dozvolio da ojača i više nego sto je on mogao to da zamisli. U ovoj formi Friza je veoma sličan njegovoj finalnoj formi samo sto mu je veći deo tela prekriven zatnom bojom. U ovoj formi Friza je uspeo da nadjača Gokua u njegovoj najjačoj formi. Ipak ova forma mnogo troši energije i zbog toga je pao poražen jos jednom od strane Gokua i Vegete. Nakon njegove druge pojave u ovom serijalu, Friza je otkrio da je trenirao još više i da je uspeo da ovlada svojom zlatnom formom, sto je kasnije i pokazao na turniru.

## Pojavljivanje u drugim medijima
U nekoliko filer epizoda animea Zmajeva Kugla GT, Friza se pojavljivao vise puta, obično kao komično resšnje u zadatim trenucima, praveći nevolje u paklu. U paklu, on je poražen i poslat u zatvor od strane Gokua i Pikona, zajedno sa Selom, njegovim ocom i Snagama Ginju i kasnije je viđen kako gleda Gokuovu finalnu tucu sa Madžin Buom u jednom kristalnoj lopti, komično navijajući da Goku izgubi. U jednom od kasnijih filmova, Friza jedva uspeva da pobegne iz pakla zajedno sa armijom zlikovaca koji su bili spremni da napadnu zemlju zajedno sa njim, ali je olako porazen od strane Gohana. U Zmajevoj Kugli GT, kada je Goku poslat u pakao igrom slučaja, Friza i Sel su ga dočekali i napali ga ujedinjenim napadom gde je Goku poslat na niži nivo pakla gde je ostao smrznut od strane jedne veštice, ali dva zlikovca su završila takođe smrznuta, davajući dovoljno vremena Gokuu da se oslobodi. Goku slučajno obara dve skulpture od leda lomeći ih u delice, vodeći ka tome da su Sel i Friza izbrisani iz postojana. Međutim u sledecoj sceni, Friza i Sel su bili vidjeni kako ih odvode iz zatvora sa trakama preko usta.
Friza se takodje pojavljuje u jednom delu Torijamine mange koju je pisao u to vreme, objavljena je u Avgustu 2003 godine, gde je takodje i predstavio Fizinog sina Kurizu. Friza se takodje pojavljivao u raznim delima i mangama od strane Torijame, takodje se pojavljivao u dosta filmova vezanih za Gokua, kao sto je film Epizoda o Bardroku, u kome se govori o vremenu kada je Friza unistavao planetu Vegeta. Takodje tu se otkrivaju njegove borbe sa do tad jos ne poznatim ocem Gokua, Bardrokom. Friza je zamalo izgubio tu bitku protiv Bardroka, pobedivsi njega uspeo je da unisti celu planetu.
Friza se dosta pojavljuje u Japanskoj kulturi, kao jedan od likova metal bendova ili kao samo ime za bendove, inspirisani njegovom zeljom za unistavanje i zeljom za moci, mnogi drugi zlikovci su poceli da uzimaju njegovo ime i njegove karakteristike za sebe. Takodje mnogi razliciti anime serijali su prikazivali lik Frize kroz razne oblike. U jednoj mangi Crna Macka, jedan od glavnih karatkera je cesto vidjan kako koristi svoj mobilni telefon, a na njegovoj pozadini je bio zalepljen stiker Frizine glave. Karikatura frize pomesana sa sivim vanzemaljcem je bila prikazana u jednom od tadasnjih serija.

## Video igre
Friza je bio prikazan u dosta video igara baziranih na temi serije. Cesto, kao oboje, karaker za igru i finalni gazda nekog levela. Takodje u igrama je cesto bio prikazan u svim svojim formama gde je takodje mogao i da se transformise u zavisnosti od trenutka.
Friza se pojavljuje u jednoj Famikom igri. Friza je tu nekako uspeo da vaskrsne i on i ostali zlikovci pocinju da napadaju Gokua i njegove prijatelje, pa se onda kao Goku boris protiv njega u nadi da ga porazis i predjes na sledeci nivo igre. Vecina igara ga je predstavljala kao jednog od lika koji je upleten u pricu, dok je samo nekolicina igara uspela da razvije svoju vrstu price i igre sa Frizom. U jednoj igri ima ceo jedan odlomak igre posvecen Frizi, gde je on uspeo nekako da sakupi sve zmajeve kugle i postao besmrtan i ti treba nekako da smislis nacin da ga porazis, postoje igre gde takodje je glavni lik Friza pa ti je cilj da unistis zemlju i pobedis Gokua.

## Prihvatanje u javnosti
Jedan od editora serijala o Sajancima pa sve do prve pojave perfektnog Sela i njegove kolege koje su radile na celom tom projektu su izjavili da je Zmajeva Kugla dostigla vrhunac svoje popularnosti u toku prikazivanja serijala sa Frizom. 2004 godine, fanovi serije su glasali Frizu kao devetog najpopularnijeg karaktera od svih karaktera u seriji.
Friza je takodje prihvacen kao jedan od najvoljenih likova u celoj seriji prema otkricima jednih Japanskih novina. Kasting i davaoc njegovog Engleskog glasa su stalno bili kritikovani od stranje ljudi tokom godina, zato sto je njegov glas dosta odskakao od onog na koji su fanovi navikli tokom godina.